# Sandhi tonalne
Sandhi tonalne, następstwo tonów – w językach tonalnych zjawisko polegające na zmianie tonu danej sylaby pod wpływem danego tonu sąsiedniej sylaby.

## Język mandaryński
Standardowy chiński ma trzy reguły fonetyczne zmieniające ton wymawianych sylab.

### Sandhi trzeciego tonu
Występuje, kiedy dwie kolejne sylaby w obrębie jednego konstytuantu znaczeniowego (niekoniecznie pojedynczego wyrazu) powinny być wymówione z trzecim (falującym) tonem. W takiej sytuacji pierwszą z nich należy wymówić w tonie drugim (wznoszącym). Przykładowo:
- 你好 (dzień dobry) daje: nǐ + haǒ → níhaǒ
- 共产党 (partia komunistyczna) daje: (gòng + chǎn) + dǎng → 	gòngchán dǎng

Analogiczna zmiana zachodzi przy trzech lub więcej następujących po sobie sylabach w trzecim tonie. Wtedy podlegają jej wszystkie z wyjątkiem ostatniej. Przykładowo:
- 打扰老虎 (zaczepiać tygrysa) daje: (dǎ + rǎo) + (lǎo + hǔ) → dáráo láohǔ

### Sandhiyibu
Występuje, kiedy po sylabach yī (一, liczebnik jeden) lub bù (不, partykuła nie) należy wymówić sylabę w czwartym (opadającym) tonie. Wtedy tony pierwszy (wysoki) i czwarty w sylabach yī, bù zmieniają się w ton drugi. Wyjątkiem, w którym sandhi nie zachodzi, jest sytuacja, gdy yī jest liczebnikiem porządkowym poprzedzonym morfemem dì (第). Przykładowo:
- 一旦 (jeśli, kiedy) daje: yī + dàn → yídàn
- 不对 (źle) daje: bù + duì → bú duì
- 上一任 (poprzednia kadencja) daje shàng + yī + rèn → shàng yí rèn
- 第一任 (pierwsza kadencja) daje dì + yī + rèn → dì yī rèn (wyjątek liczebnika porządkowego)

### Ton cichy
Występowanie tonu cichego (lub lekkiego, neutralnego) nie jest regułą. Pojawia się na końcu niektórych wyrazów, ale po różnych konfiguracjach poprzedzających tonów; często przy powtarzających się sylabach. Przykładowo:
- 爱好 (hobby) daje: ài + hào → àihao
- 姐姐 (starsza siostra) daje: jiě + jiě → jiějie
- 拜拜 (modlić się) daje: bài + bài → bàibai
- 喜欢 (lubić) daje xǐ + huān →  xǐhuan

Ton cichy występuje również w morfemie de (的, 得, 地), gdy ten jest partykułą modalną:
- przydawkową: 波兰的首都 (stolica (czego?) Polski) daje: Bōlán de shǒudū
- dopełnienia lub możliwości: 看得完 (być w stanie przeczytać/obejrzeć do końca) daje: kàn de wán
- przysłówkową: 乱地写 (brzydko pisać) daje: luàn de xiě

Jednak w innych kontekstach te trzy znaki mają inne wymowy bez tonu cichego.

## Inne języki i dialekty
O ile zasad sandhi tonalnego w języku mandaryńskim jest niewiele, to w przypadku innych dialektów chińskim mogą być one bardzo skomplikowane. 
Schemat zmian tonów w języku minnańskim (dialekt Amoy):

Zmiany tonów w pozycji bezpośrednio przed innym tonem